# Veton Surroi
Veton Surroi er en Kosovo albansk politiker. Han er født 17. juli 1961 i Prishtina, Kosovo, Jugoslavien som søn af Rexhai Surroi, der var jugoslavisk diplomat. 
Han har en eksamen fra det humanistiske fakultet på Universitetet i Mexico City, Mexico.
Han er udgiver af avisen Koha Ditore (frit oversat: Dags-Aktuelt). Avisen og Veton Surroi selv har forholdt sig uafhængigt af de politiske partier og af det daværende UÇK, indtil han stiftede partiet Ora i 2004. Ordet ora er dobbelttydigt, det betyder dels klokken, dels den gode fe.
Veton Surroi anses for at være moderat og åben mod den vestlige verden. Han havde – i Clintons præsidenttid – en høj stjerne i USA.
Han har gennem flere år samarbejdet med IWPR. Han deltog i Project Ethnic Relations’ The New York Roundtable: Toward Peaceful Accommodation in Kosovo i april 1997 og i Rambouillet-forhandlingerne som medlem af den Kosova albanske delegation. Han siges at have spillet mæglerens rolle i delegationen.
Han blev tilbudt at blive udenrigsminister i Hashim Thaçis provisoriske regering, men afslog for at stå uafhængigt.
Han forblev i Prishtina under krigen i 1999, men skjult.
Han blev medlem af UNMIKs Overgangsråd.
Han har vedblivende udtalt sig klart mod forfølgelser af etniske serbere efter afslutningen af krigen.